# Олмедо
Олмѐдо (на италиански: Olmedo; на сардински: S'Ulumedu, С'Улумеду) е малко градче и община в Южна Италия, провинция Сасари, автономен регион и остров Сардиния. Разположено е на 68 m надморска височина. Населението на общината е 4033 души (към 2010 г.).